# Bitwa pod Laszkar Gah
Bitwa pod Lashkagar – starcie zbrojne, do którego doszło pomiędzy siłami ISAF a talibami, do którego doszło 29 marca 2006 roku.
W marcu 2006 roku znaczące siły talibów skoncentrowały się w afgańskiej prowincji Helmand wokół miasta Laszkar Gah. Talibowie rozpoczęli ostrzał miasta z broni rakietowej oraz lekkich moździerzy.
Bitwa się rozpoczęła kiedy talibowie zaatakowali konwój afgańskiej armii niedaleko bazy siły koalicji. Zaraz po ataku na konwój, oddziały kanadyjskie zostały przetransportowane na miejsce walk. Oddziały te za pomocą radiową poprosiły o przysłanie posiłków. Wkrótce potem nad miejsce bitwy przybyły amerykańskie helikoptery, bombowce B-52 oraz brytyjskie myśliwce. W tym samym czasie część Talibów zaatakowała samą bazę koalicji wokół której doszło do walk wręcz. Ponowny atak sił rebelianckich przez lotnictwo koalicji doprowadził do wycofania się sił rebelianckich i zaprzestania działań zbrojnych.
W bitwie zginęło 32 talibów oraz 8 żołnierzy afgańskich, a także żołnierz amerykański i kanadyjski.